# Heterognatha chilensis
Heterognatha chilensis Nicolet, 1849 è un ragno appartenente alla famiglia Araneidae.
È l'unica specie nota del genere Heterognatha.

## Etimologia
Il nome deriva dal greco ἔτερος, hèteros, cioè altro, di diversa forma, e dal greco γνὰθος, gnàthos, cioè mascella, apparato masticatorio, in quanto ha le maxillae (= mascelle) di forma diversa fra loro.

## Distribuzione
La specie è stata rinvenuta in alcune località del Cile.

## Tassonomia
Dopo uno studio dell'aracnologo Archer del 1963 che aveva trasferito questo genere ad Araneus Clerck, 1757, un lavoro di Herbert Walter Levi (1991a) suggeriva che questi esemplari avessero varie affinità con i Mimetidae, ipotesi rifiutata da un successivo lavoro di Platnick e Shadab del 1993.
Probabilmente è in relazione stretta con Testudinaria Taczanowski, 1879, ma occorreranno ulteriori esami per confermarlo.
Dal 2005 non sono stati esaminati altri esemplari, né sono state descritte sottospecie al 2013.